# Eois lilacea
Eois lilacea är en fjärilsart som beskrevs av Paul Dognin 1909. Eois lilacea ingår i släktet Eois och familjen mätare. Inga underarter finns listade i Catalogue of Life.